# Суханово (усадьба)
Суха́ново — дворянская усадьба конца XVIII—XIX веков, которая была превращена в яркий памятник русского классицизма заботами княгини Е. А. Волконской (1770—1853), дочери екатерининского сановника А. П. Мельгунова. Светлейший князь П. М. Волконский объявил Суханово заповедным имением — ядром майората Волконских. Став в 1826 году министром императорского двора и уделов, он привлёк к застройке усадьбы крупных петербургских архитекторов, связанных с императорским двором.
Усадьба Суханово расположена рядом с деревней Суханово к юго-западу от города Видное Московской области, на высоком берегу речки Гвоздянки. К усадьбе прилегает ландшафтный парк с искусственными прудами. Неподалёку расположена Свято-Екатерининская пустынь (в советское время Сухановская тюрьма, названная именем усадьбы).

## История
В допетровское время это была небольшая царская вотчина, включавшая, кроме Суханово, две соседние деревеньки. В конце XVII века Пётр I пожаловал вотчину своему верному боярину Тихону Стрешневу.
- 1623 год — деревнями Беднятино, Ольгино и Сухово тоже на речке на Гвоздне владел воевода князь Юрий Ушатый.
- 1627 год — записано в писцовой книге, что усадьба находится за окольничим князем Алексеем Михайловичем Львовым.
- 1654 год — Суханово унаследовал его племянник князь Семён Петрович Львов.

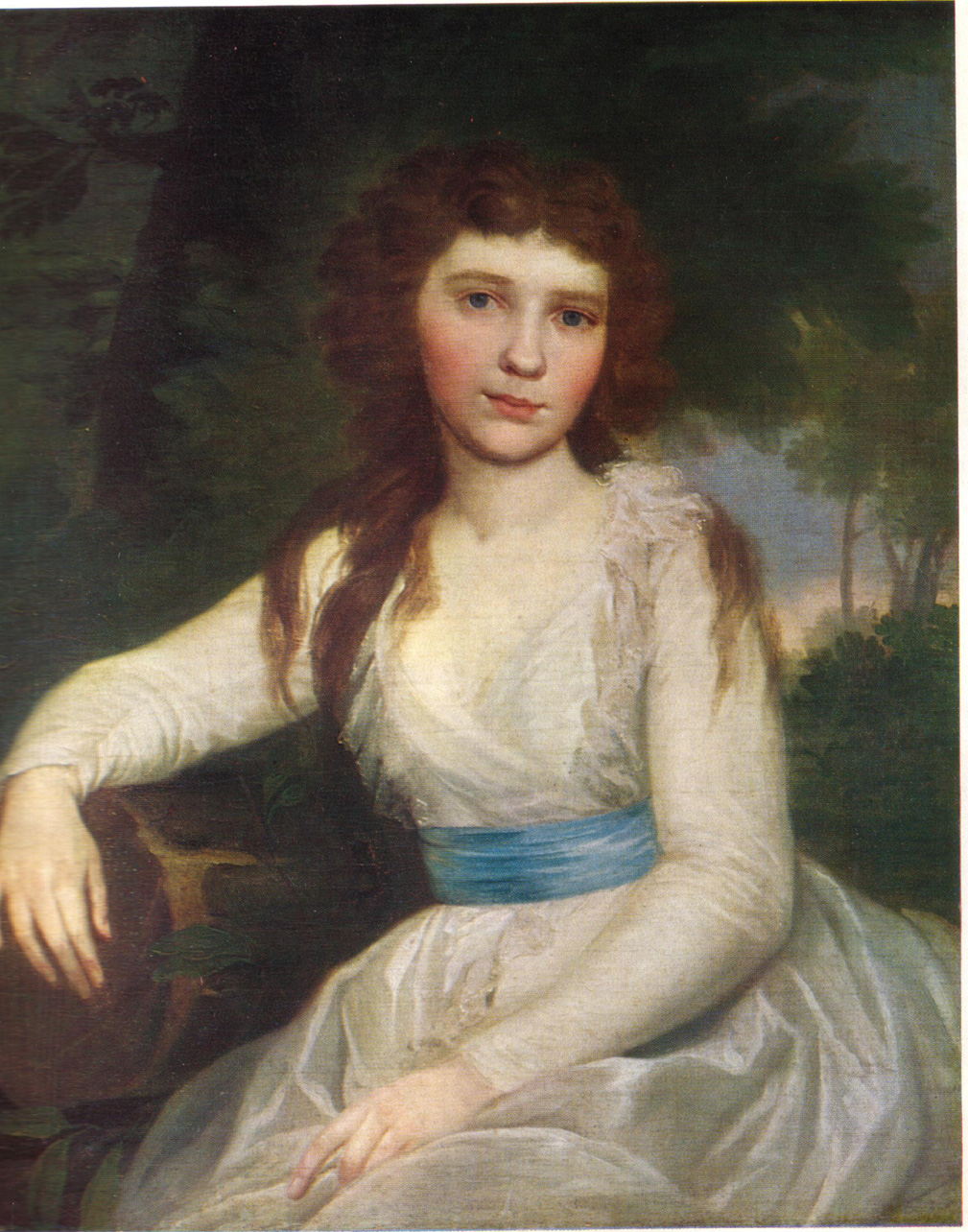
В. Л. Боровиковский. Портрет Екатерины Алексеевны Мельгуновой.

- 1697 год — «сельцо Суханово да с окрестностями (то есть деревни Суханово, Лопатино и Боброво)» Пётр I пожаловал видному государственному мужу Тихону Никитичу Стрешневу, которого чрезвычайно ценил.
- 1761 год — сельцо купил А. Г. Гуров
- 1766 год — построен деревянный господский дом
- 1769 год — усадьбу купил Алексей Петрович Мельгунов, который оформил её на супругу Наталью Ивановну (урождённую Салтыкову)[1]
- 1770 год — построен на новом месте двухэтажный каменный дом
- 1782 год — построена церковь Богоматери Влахернской
- 1769—1698 годы — перестроен главный дом, пристроены галереи-колоннады, оформлены фасады мезонина с полукруглыми проёмами
- 1788 год — после смерти А. П. Мельгунова усадьба перешла к его сыну Владимиру.
- 1804 год — усадьба перешла к дочери Екатерине, жене князя Дмитрия Петровича Волконского.
- 1805—1824 годы — создание ныне существующего дворцово-паркового ансамбля.
- 1826 год — из Таганрога привезена меблировка комнаты, где умер Александр I, в том числе диван с бронзовой дощечкой: «На сем канапе лежал император Александр Павлович в первые дни его болезни в Таганроге»
- 1835 год — в Суханово гостит императрица Александра Фёдоровна
- 1920-е годы — обгоревшая усадьба отдана под ревком, затем под школу
- 1930-е годы — дворец Волконских перестроен под санаторий, позднее дом отдыха Союза архитекторов
- 1946 год — восстановление усадебного дома после военной разрухи по проекту В. Д. Кокорина (с изменением планировки)
- Постановлением Совета Министров РСФСР № 1327, прил.1 от 30.08.1960 Суханово признано памятником общесоюзного значения.

## Постройки
Господский дом с шестиколонным портиком ионического ордера типичен для русской усадебной архитектуры начала XIX века. Автор проекта достоверно не установлен. Удивление современников вызывало экзотическое оформление внутренних помещений в турецком, египетском и средневеково-рыцарском стиле (по эскизам художника Барбиери). Верхние комнаты Ф. Г. Солнцев оформил в китайском и японском стилях. Интерьеры дворца Волконских — ранний пример эклектического подхода к архитектуре и декору.
Наиболее примечательная в архитектурном смысле постройка усадьбы — усыпальница князей Волконских, выстроенная в 1813 году крепостным А. Г. Григорьевым по проекту Д. Жилярди. Плафон кессонирован в технике гризайля. Неповторимый облик ротонды был искажён при перестройке 1934 года (автор проекта Н. Д. Виноградов), тогда же была разобрана колокольня.
Сухановский парк за советское время понёс значительные потери. Утрачены павильон «Эрмитаж», катальная горка, сфинксы и пристань у пруда, обелиск с двуглавым орлом и т. д. Из парковых сооружений сохранились следующие:
- Беседка «Храм Венеры» тосканского ордера с аллегорическими изображениями музыки и охоты
- Скульптура «Девушка с кувшином», авторское повторение царскосельской работы П. П. Соколова, воспетой Пушкиным и Ахматовой
- Одноарочный мостик вдоль по липовой аллее
- Дом причта (1820-е годы) — поздний, весьма оригинальный пример русской псевдоготики.

По состоянию на 2013 год господский дом занимает частный детский лицей. В здании вяло ведутся ремонтные работы (по словам М. Ю. Коробко, портик вместо реставрации «обшили какой-то дрянью»).

## Галерея
- На Викискладе есть медиафайлы по теме Суханово

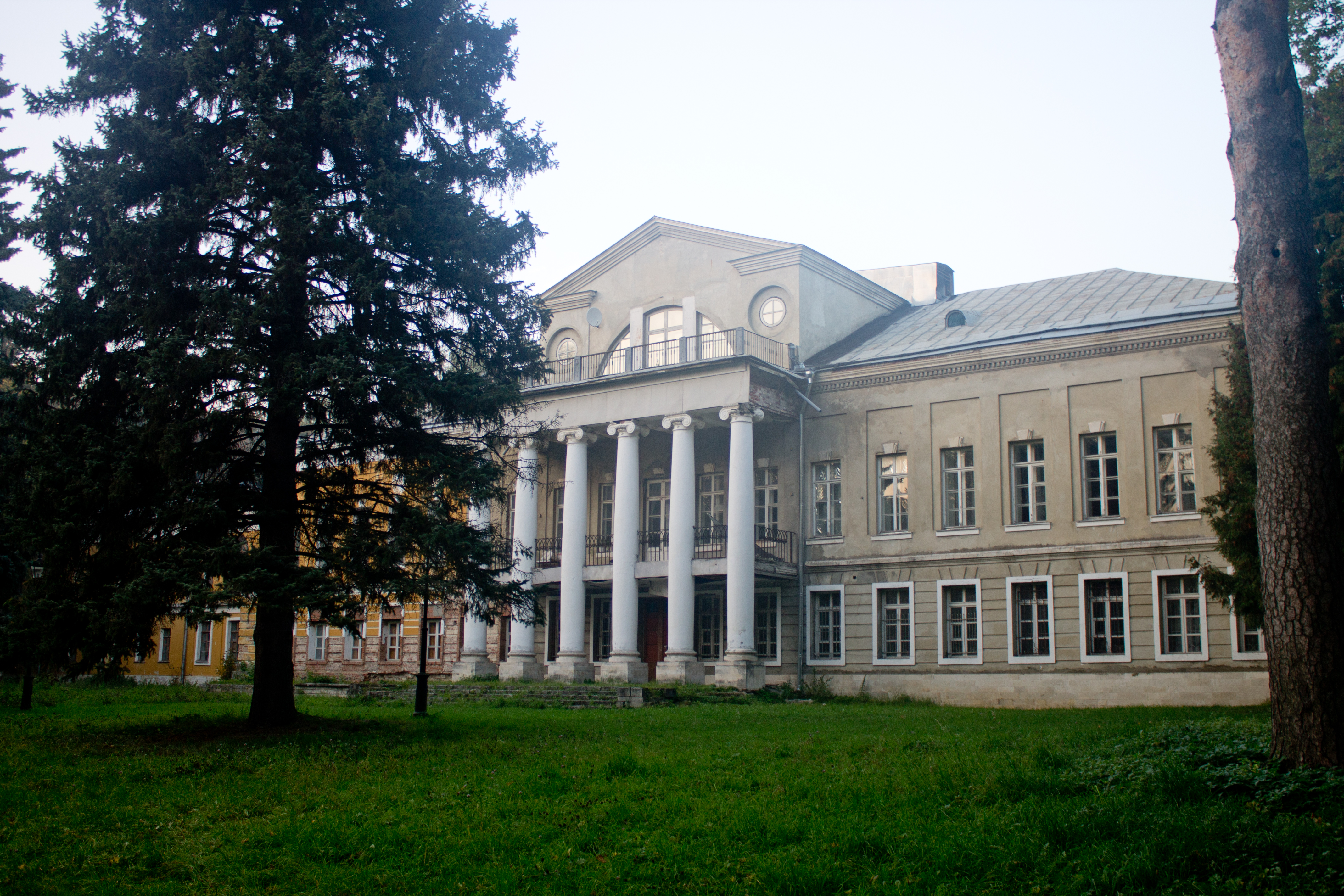
Парадный фасад дворца
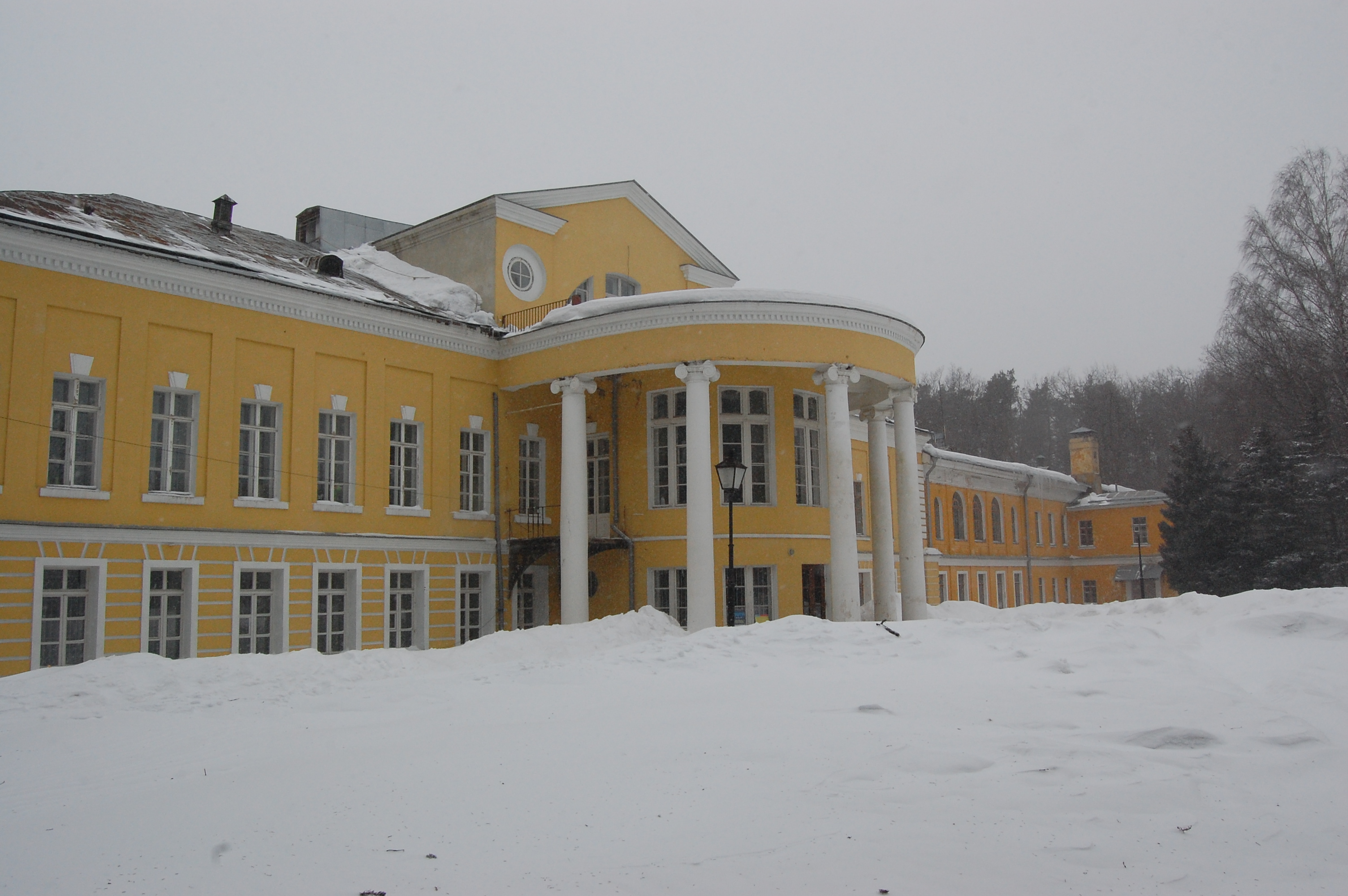
Парковый фасад дворца
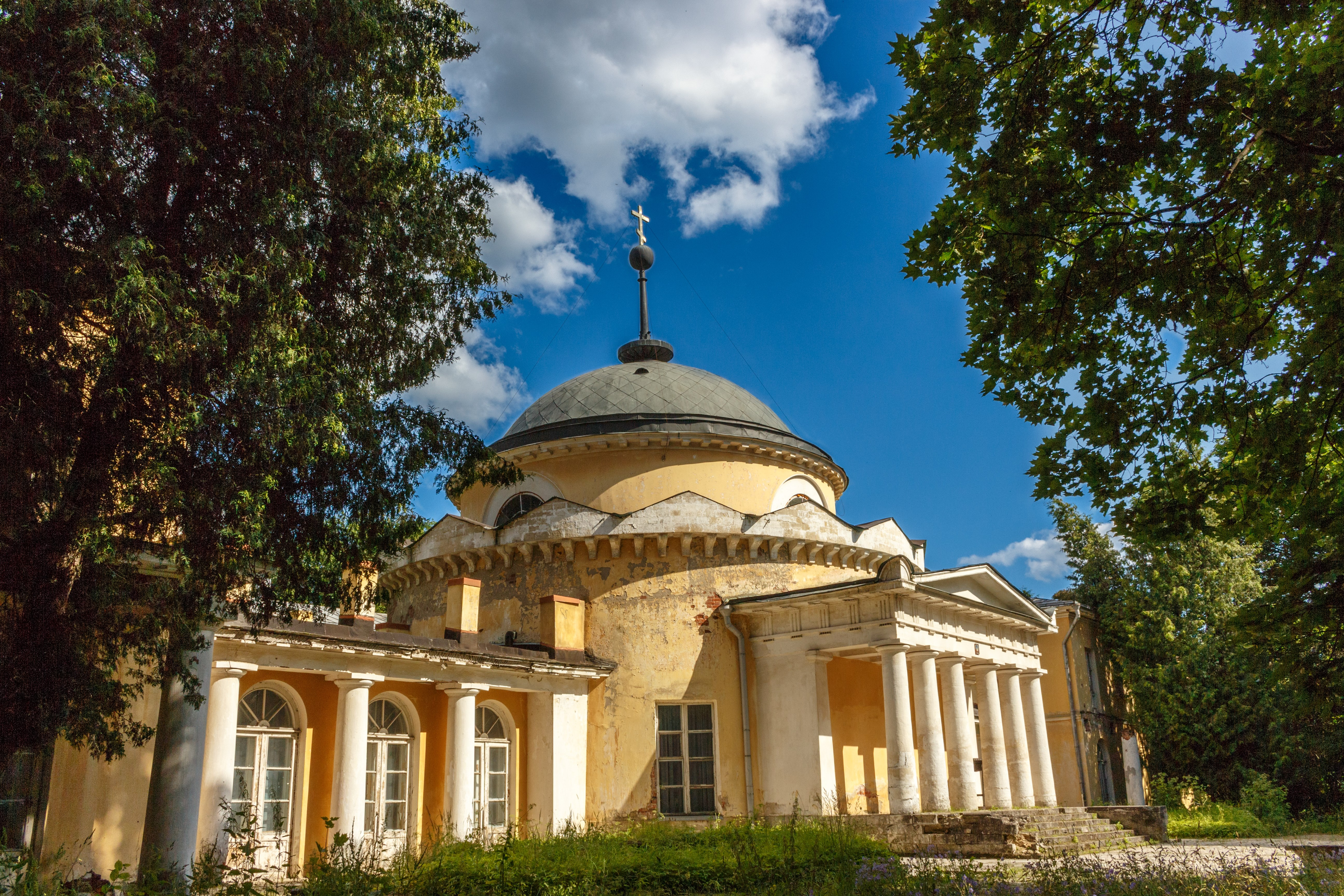
Ротонда-усыпальница
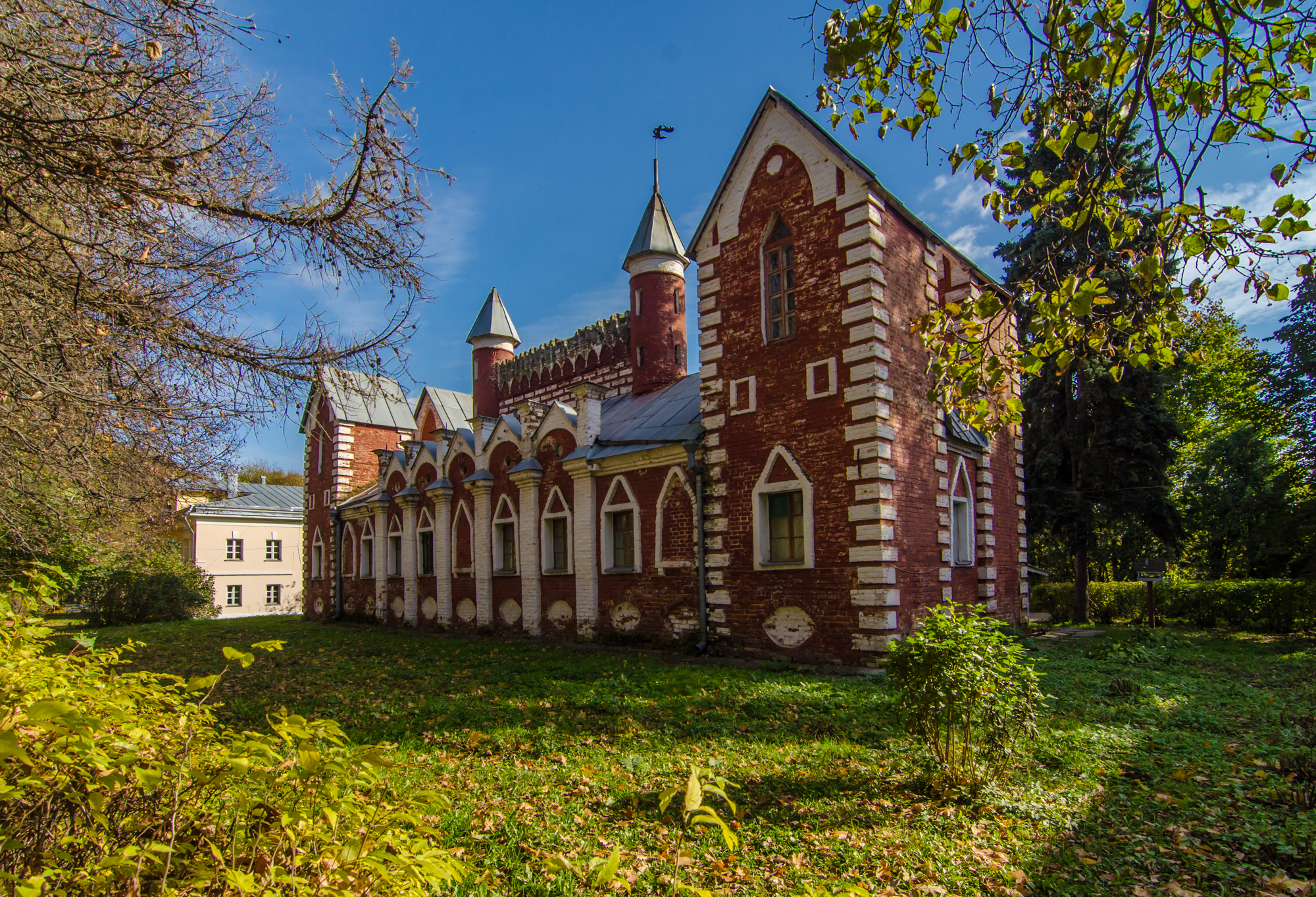
Дом причта
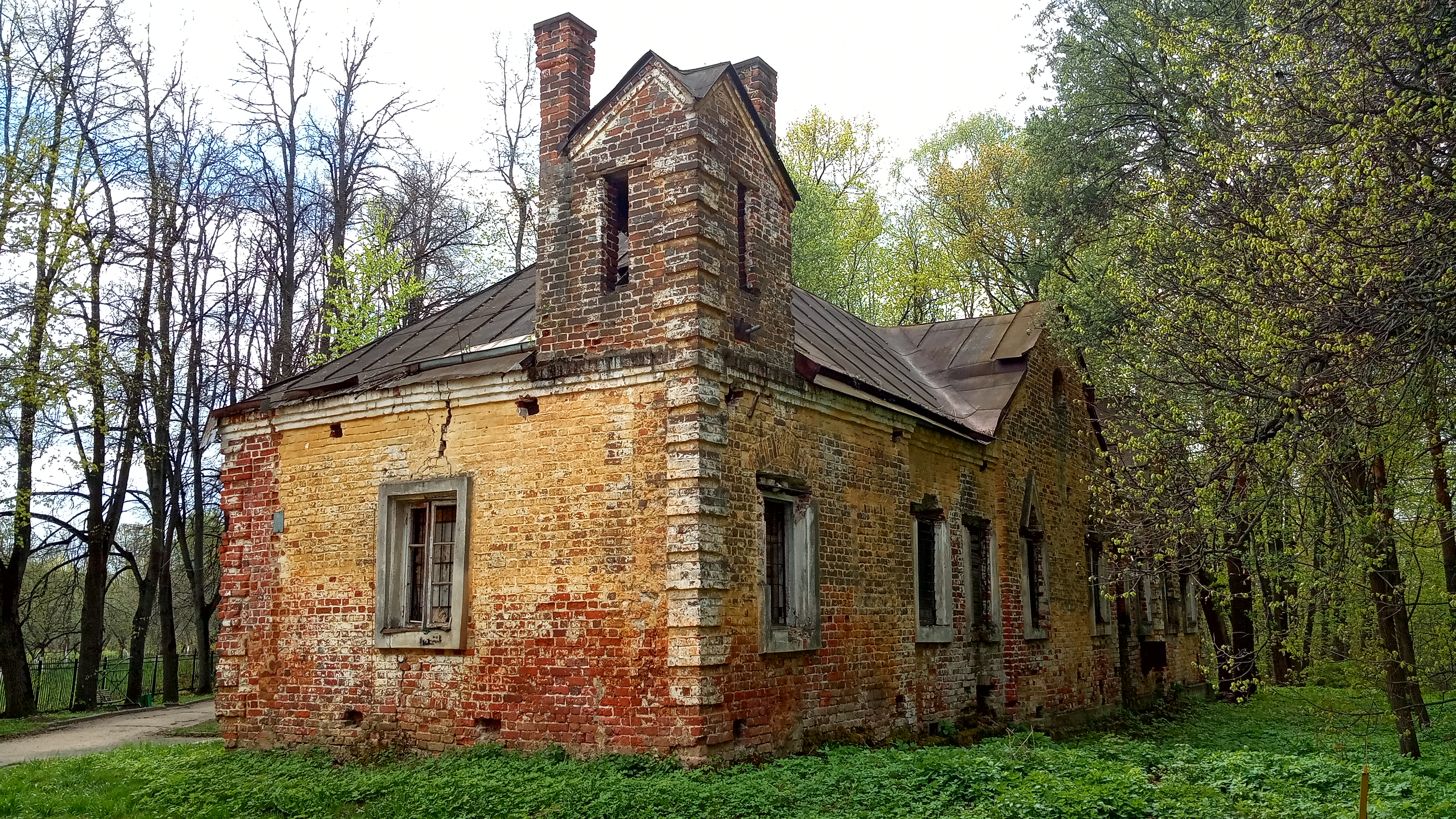
Дом управляющего
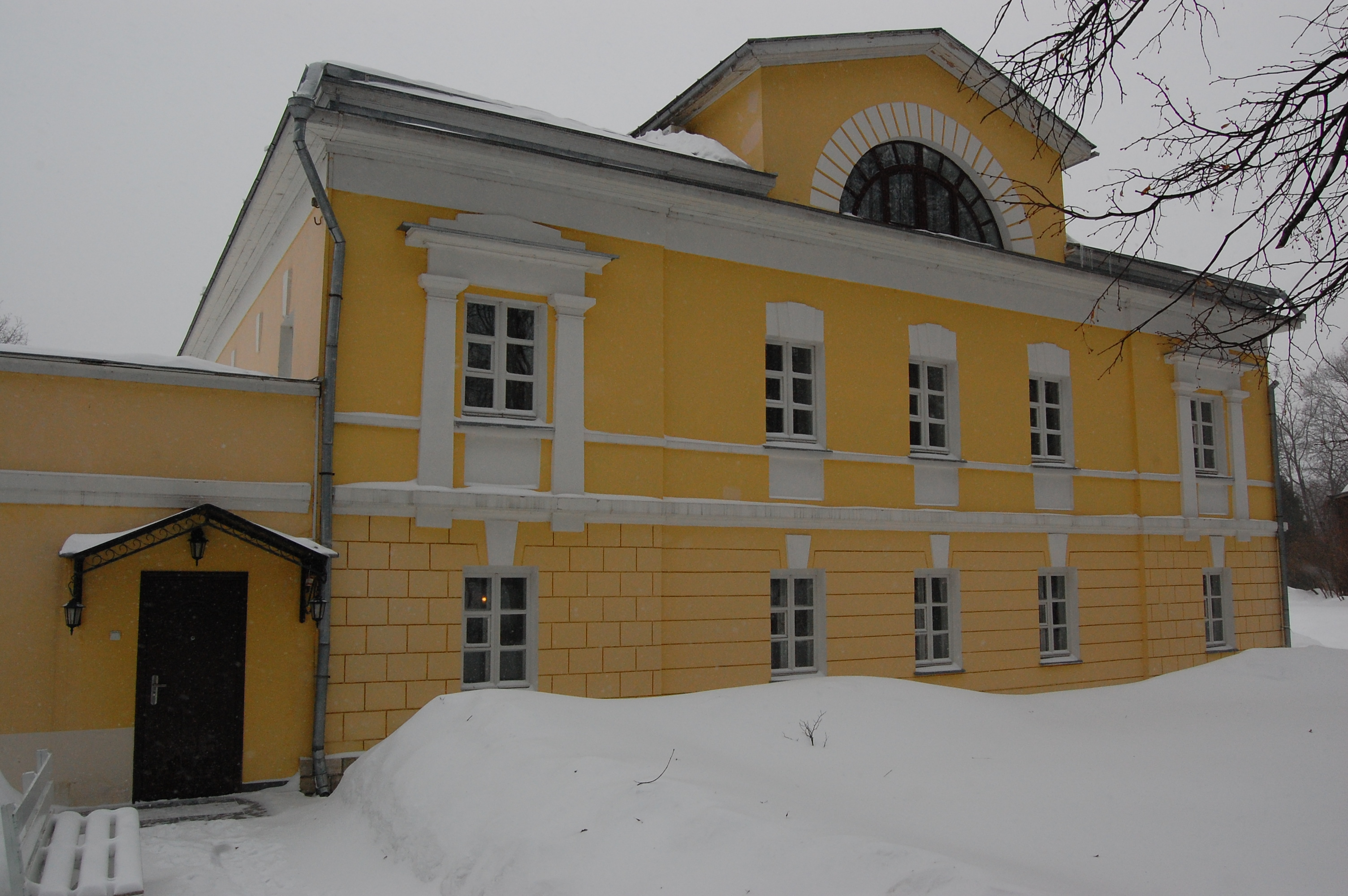
Гостевой домик
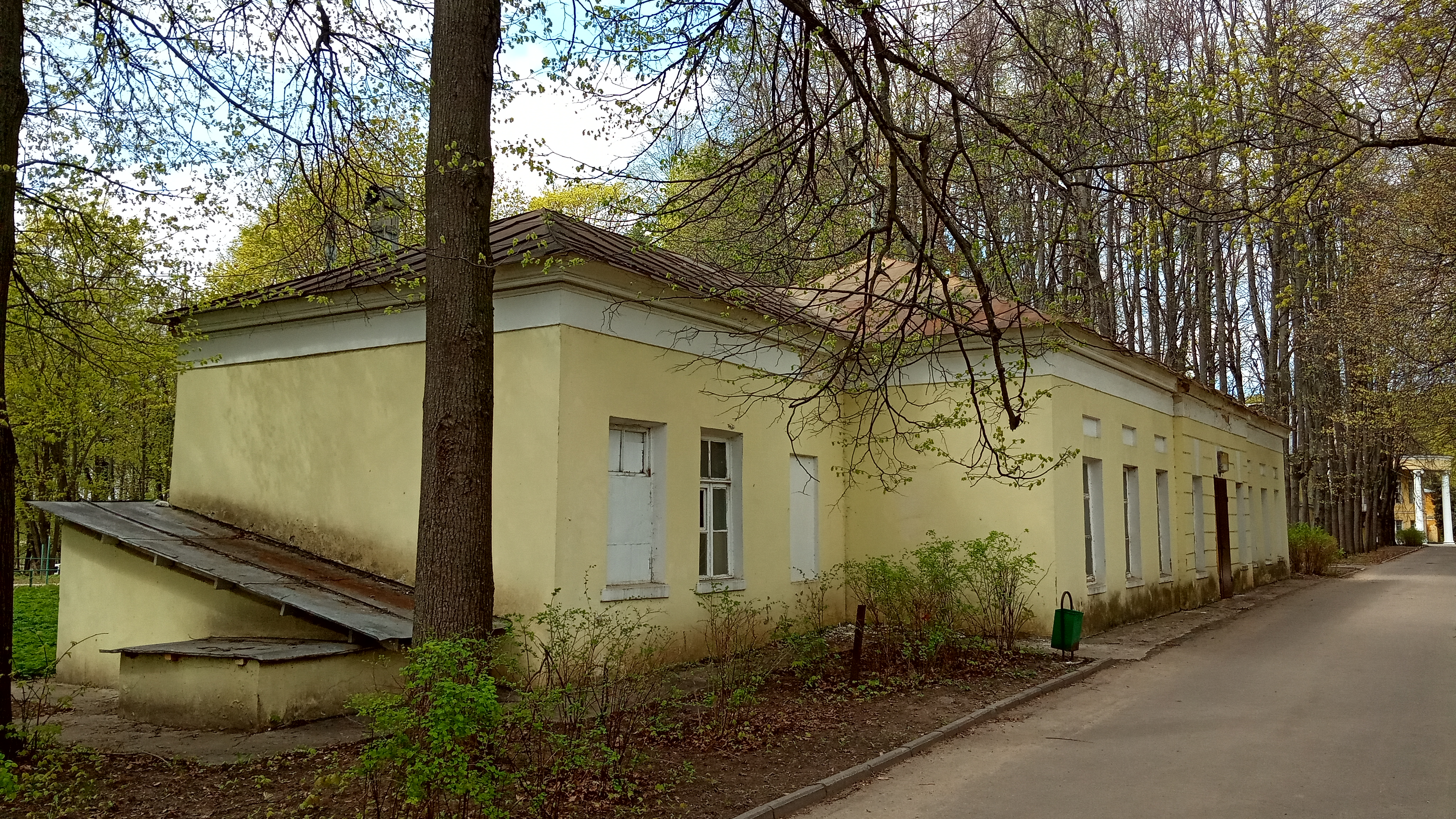
Кошкин дом (кухонный флигель)
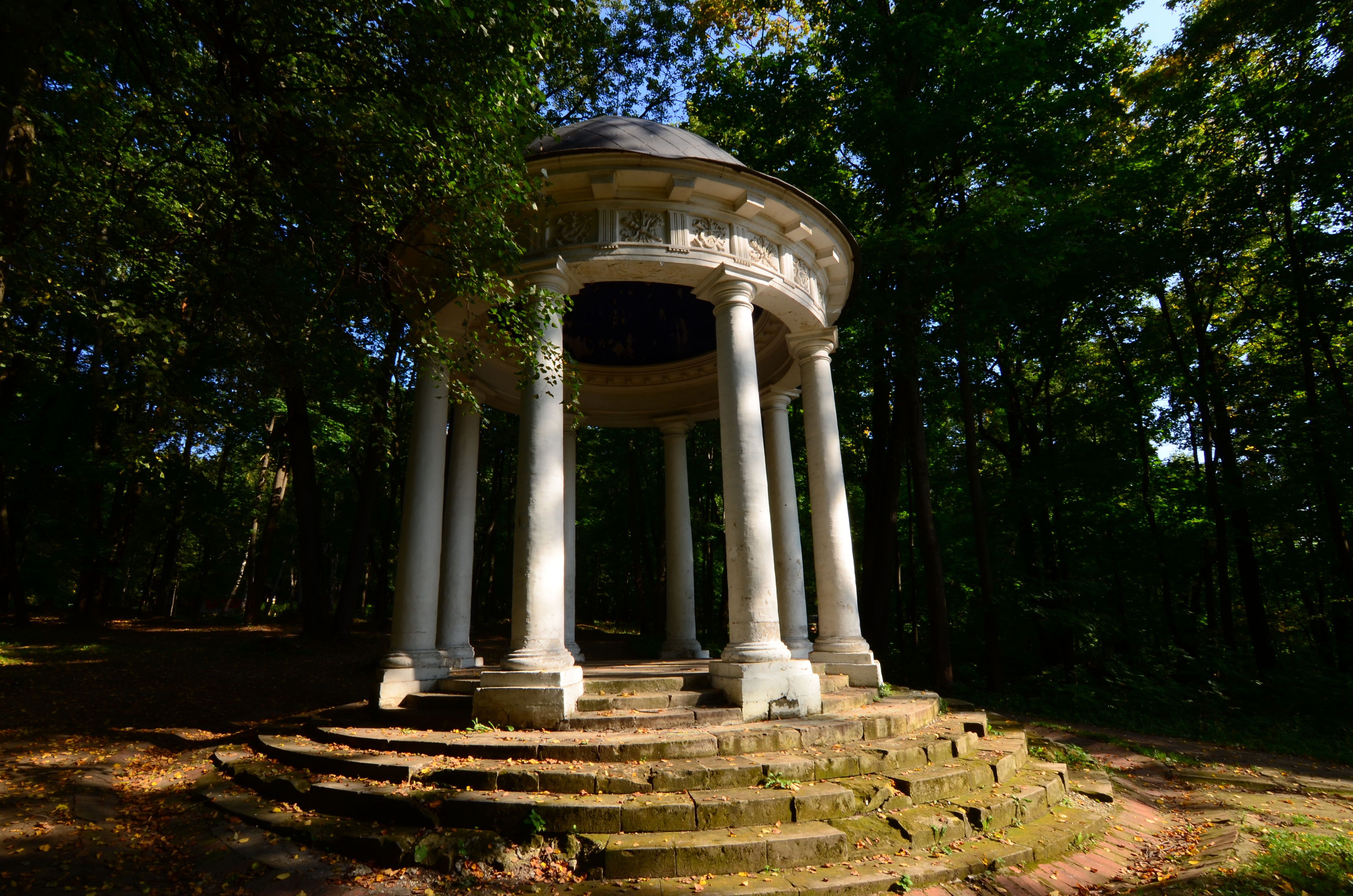
Беседка «Храм Венеры»
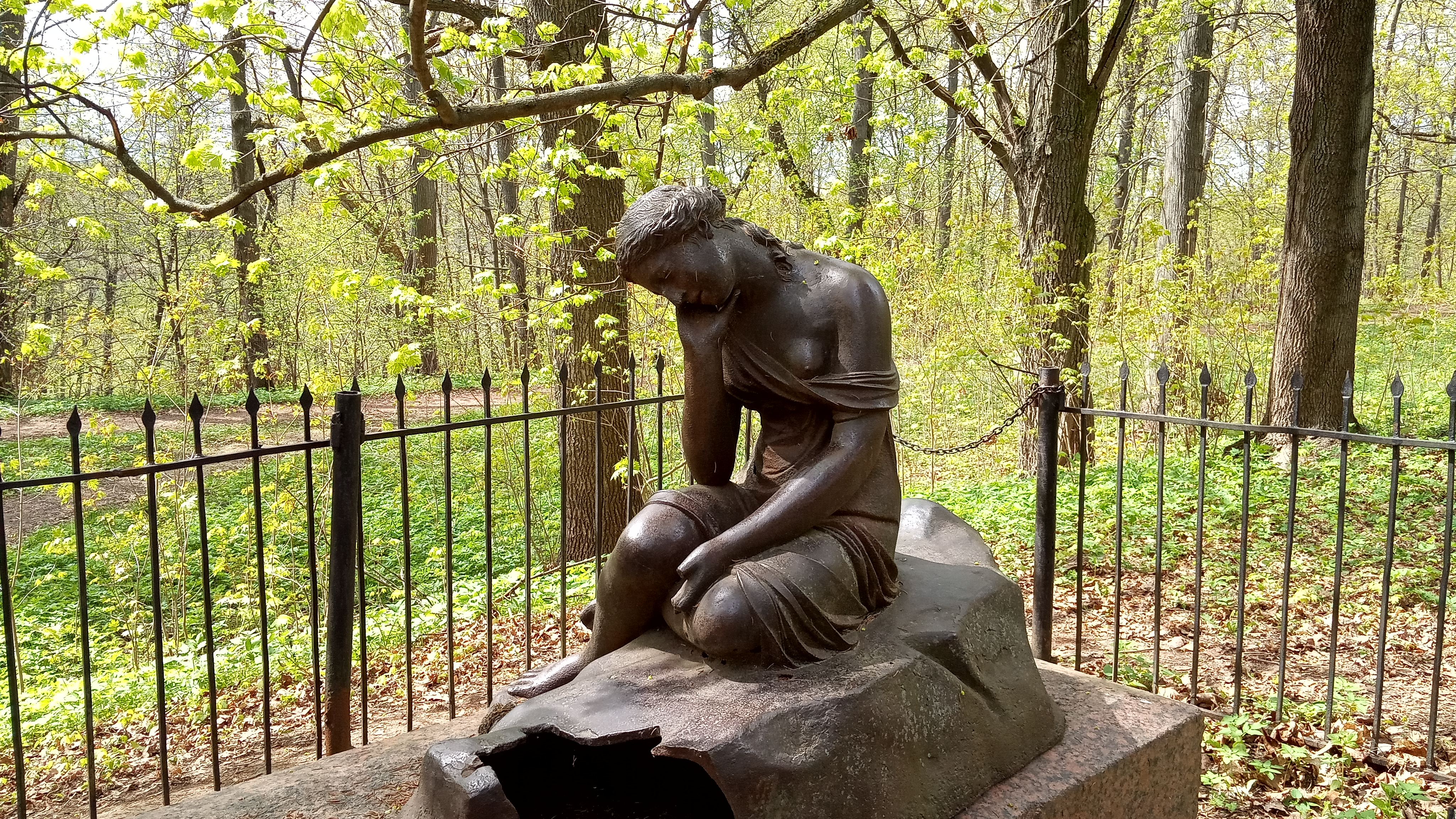
Скульптура «Дева с кувшином»
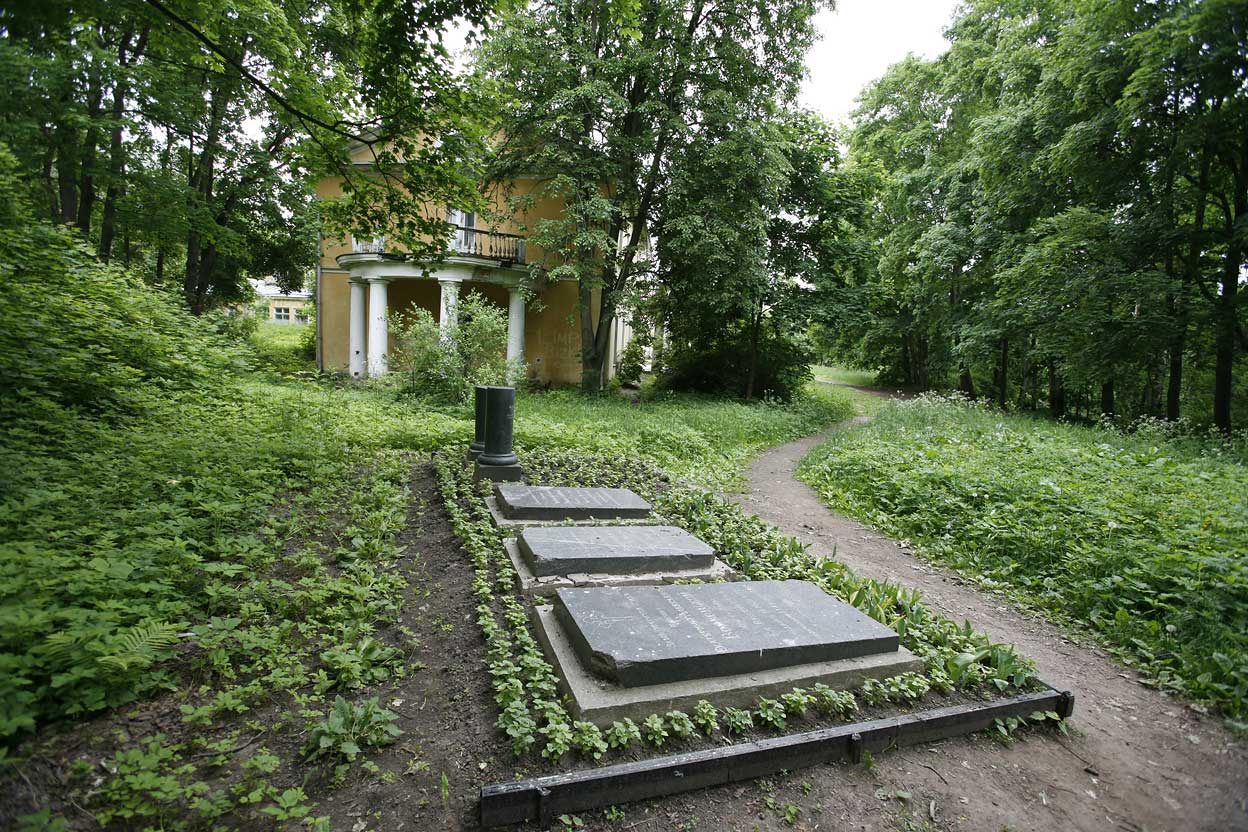
Надгробные плиты Волконских
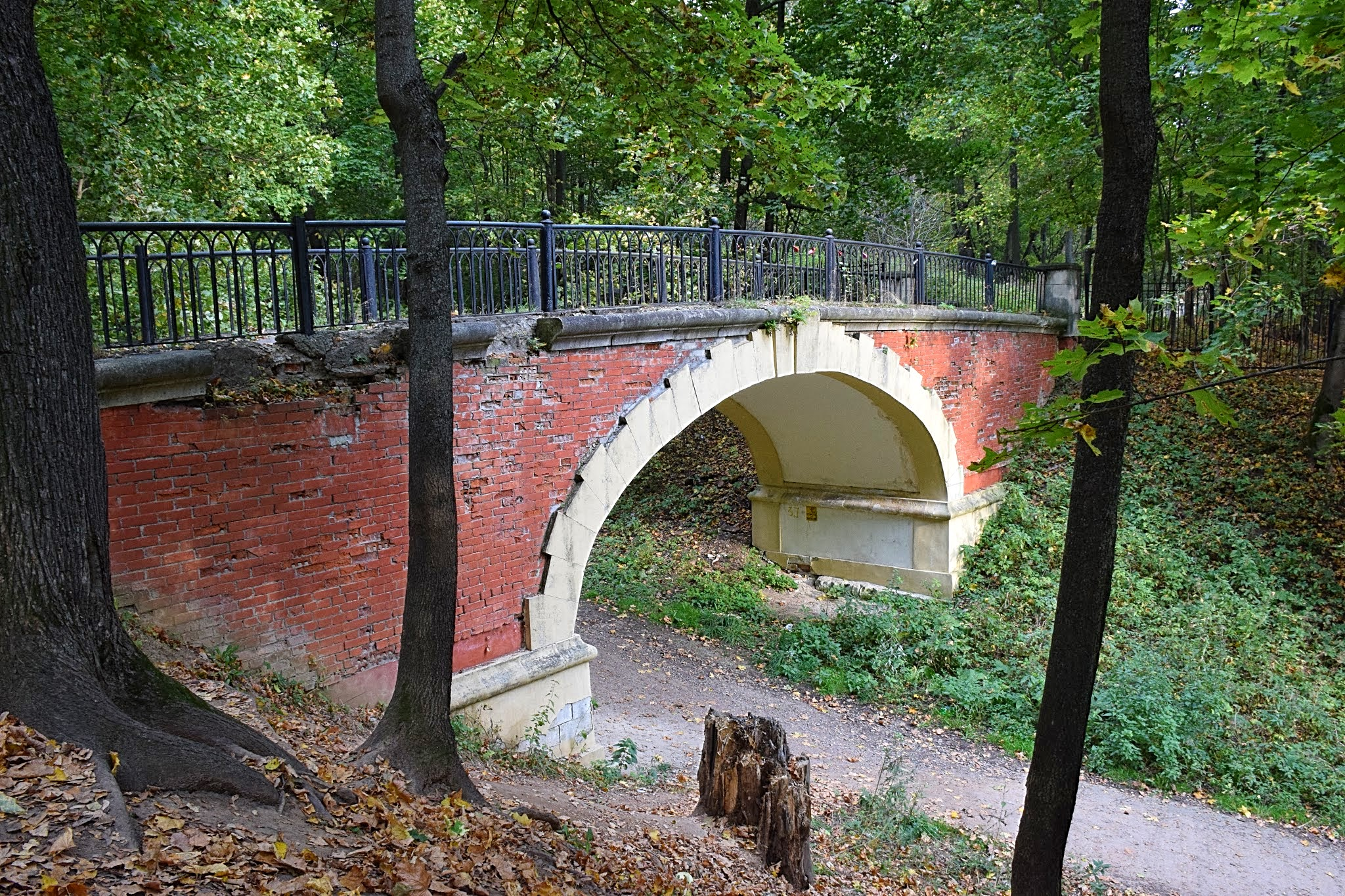
Мостик в парке
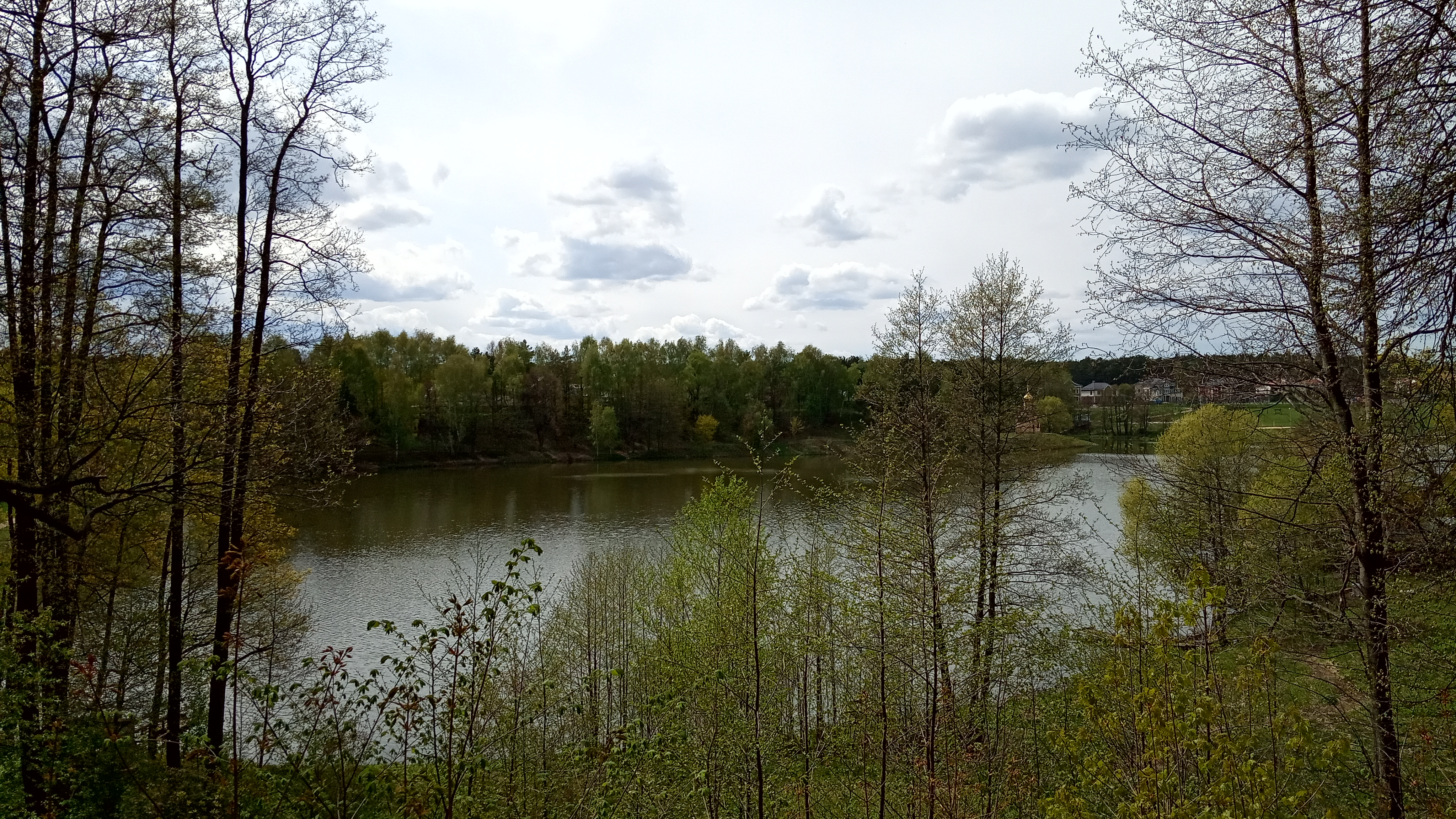
Сухановский пруд на реке Гвоздянке